# Arbacia nigra
Arbacia nigra (лат.) — вид морских ежей семейства Arbaciidae. Обитает в юго-восточной части Тихого океана у берегов Перу и Чили.

## Внешний вид

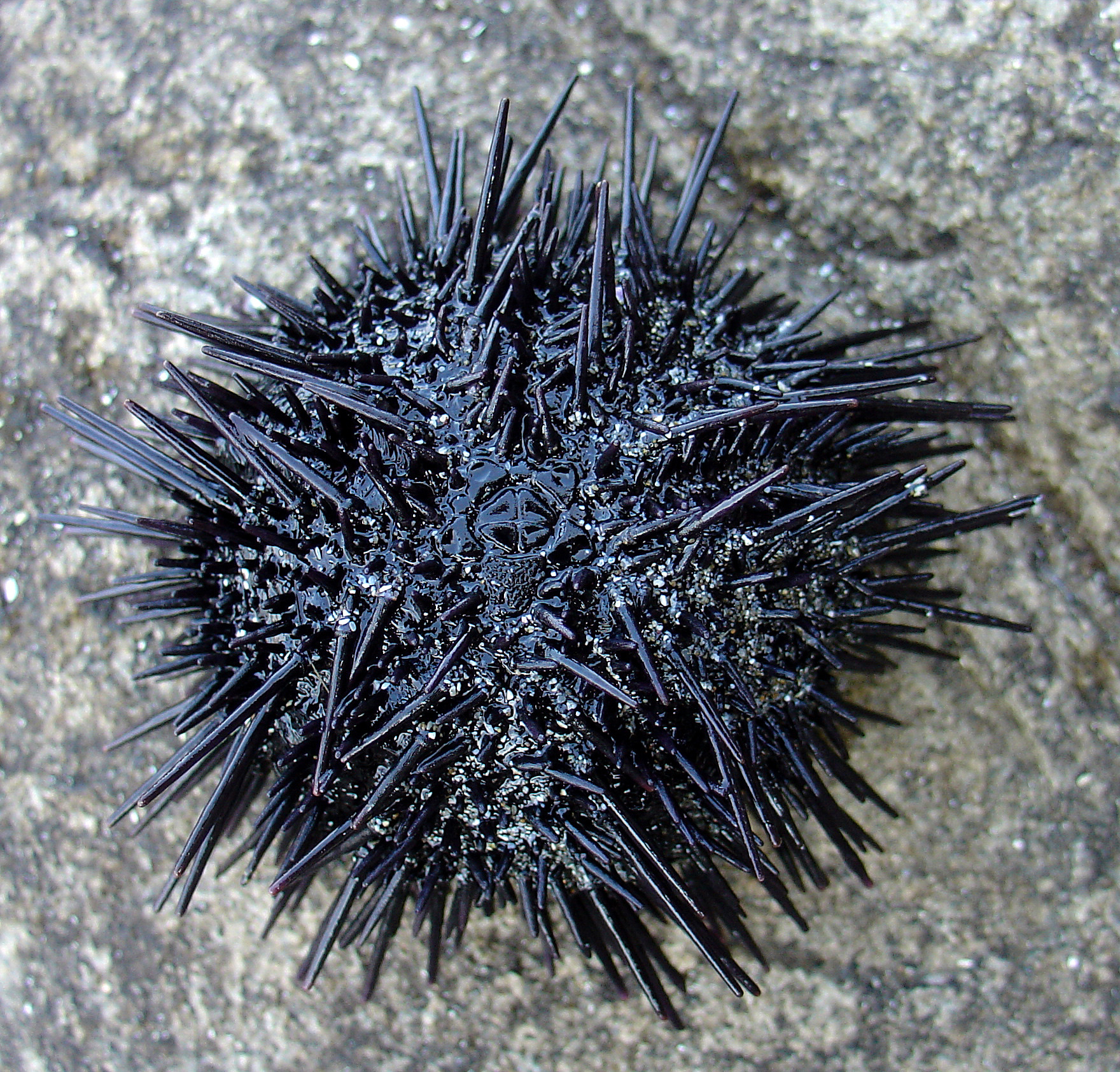
Arbacia nigra

Arbacia nigra — морской ёж среднего размера. Оральная (нижняя) поверхность раковины уплощена, а аборальная (верхняя) — слегка куполообразная. Имеется небольшой апикальный диск, а амбулакральные поля прямые. В межамбулакральных полях расположено до пяти крупных первичных бугорков, расположенных рядами, перемежающихся с более мелкими вторичными бугорками. Рот окружён утопленным субпятиугольным перистомом, ширина которого вдвое меньше ширины раковины. Первичные иглы умеренно длинные, а вторичные — короткие. Окраска этого морского ежа пурпурно-чёрная.

## Распространение и местообитание
Arbacia nigra встречается в юго-восточной части Тихого океана у берегов Перу и Чили, его ареал простирается от северного Перу до Магелланова пролива. Обитает на глубине около 40 м. Это самый распространённый вид морского ежа на этом участке побережья.

## Биология
Arbacia nigra — травоядное животное, питающееся водорослями Lessonia trabeculata, которые являются основным компонентом водорослевых лесов на скалистых побережьях Чили. Чрезмерное поедание водорослей морским ежом приводит к недостаточному восстановлению водорослей, поскольку морской еж полностью съедает молодые растения, в то время как у более старых растений он питается только ножками.
Морские звёзды, включая Luidia magellanica, Meyenaster gelatinosus, Stichaster striatus и солнечную звезду (Heliaster helianthus), активно охотятся на травоядных животных, таких как A. nigra. Интересно, что в 1998—1999 годах на севере Чили наблюдался взрывной рост популяции этого вида, возможно, связанный с уменьшением численности хищных морских звёзд L. magellanica и M. gelatinosus. Это уменьшение, вероятно, было вызвано неспособностью морских звёзд к размножению из-за потепления температуры воды (Эль-Ниньо). В результате сверхпопуляции морских ежей, образовывались опустыненные территории без макроводорослей и с ограниченным биоразнообразием, при этом скалы были покрыты коркой кораллиновых водорослей.